# Balnearia
Balnearia es una localidad situada en el departamento San Justo, Córdoba, Argentina.
Se estableció como fecha de fundación del pueblo el 19 de marzo de 1911, en honor a su Patrono San José.
Antes de su actual denominación, fue conocida como “Pueblo San José” y fue por la estación del ferrocarril de los ingleses que luego se llamó Balnearia; aparentemente el nombre fue elegido por la proximidad a la laguna Mar Chiquita que hacía del pueblo las veces de un balneario cercano.
Tanto Balnearia como las localidades vecinas fueron forjadas por inmigrantes, que llegaron alrededor de 1911 y se asentaron próximos a la instalación ferroviaria del ramal A, que unía Deán Funes con Laguna Paiva.
En la ciudad, se puede visitar el Museo Histórico Municipal San José que se encuentra en la vieja estación de trenes. En su recorrido por las distintas salas se puede apreciar la importancia del ferrocarril y su incidencia en la vida cotidiana de la población. 

## Geografía

### Límites
Limita al norte con la localidad de Miramar, al este con Altos de Chipión, al sur con Villa Concepción del Tío, y al oeste con Marull.
Está ubicada en la región de Ansenuza, a 185 km de la capital de la provincia, Córdoba, y a 120 km de la cabecera del departamento, San Francisco.
La superficie es de 479,72 ha.

### Población
Cuenta con 6,796 habitantes (Indec, 2022), lo que representa un incremento del 11% frente a los 6,105 habitantes (Indec, 2010) del censo anterior.
| Gráfica de evolución demográfica de Balnearia entre 1991 y 2022 |
|                                                                 |
| Fuente: Censos nacionales del INDEC                             |

### Clima
Es templado y húmedo en verano, ya que los vientos más frecuentes son semipermanentes del norte, provocando temperaturas mínimas de 19 y máximas de 40 °C.
Las masas provenientes de los centros anticiclónicos del sur del Atlántico son fríos y secos.
Predominan en épocas de invierno las sudestadas cargadas de humedad que ocasionan semanas enteras de cielo cubierto con nubes bajas, produciendo débiles lloviznas intermitentes, las temperaturas mínimas en época invernal son de hasta -8 °C y las máximas no superan los 15 °C, la humedad promedio oscila alrededor del 54,6 % H.R.
Con respecto a las precipitaciones, el mayor promedio de lluvias se da en verano, con una cuota anual de 700 mm. Entre 1870 y 1920, el anteúltimo "Hemiciclo Húmedo" llovió anualmente esa cantidad.

### Flora y fauna
La zona más próxima a la laguna de Mar Chiquita posee aún mayor cantidad de bosques vírgenes naturales, es una de las regiones más salvajes de la provincia. Se puede encontrar allí gatos monteses, pumas, zorros, nutrias, carpinchos, hurónes, etc.
En cuanto a la población de aves es rica especialmente en la desembocadura del río Segundo (brazo Plujunta) que se encuentra ubicada aproximadamente a 16 km. de la localidad, aproximadamente se pueden encontrar 250, un cuarto de las especies de la Argentina, predominan las gaviotas, galleteras, biguás, flamencos rosados, garzas blancas, patos suirirí, cisnes cuellos negros, etc.

## Parroquias de la Iglesia católica en Balnearia
| Diócesis  | San Francisco |
| --------- | ------------- |
| Parroquia | San José      |

## Deportes
Club Atlético Independiente Unión Cultural (CAIUC), el club más conocido regionalmente por desarrollo y resultados deportivos. Además de sus canteras surgieron los deportistas más conocido de la localidad, Luciano Vietto, Federico Vietto y Carlos Trucco. En su estructura se encuentran disponibilidad para distintas disciplinas deportivas, además cuenta con salones de fiestas y quinchos para la actividad social
Balnearia Bochas Club (BBC), líder en la región en lo que respecta al deporte de bochas, cuenta con un bar, un salón de fiestas y además 4 canchas de bochas.
Asimismo, es necesario mencionar al Sportivo e Hípico Balnearia, dado a quiebra en la década del 60, no existen datos certeros de su existencia actual.